# Tricameralismo
Tricameralismo é a prática política em que a legislatura é dividida em três câmaras, atualmente nenhuma nação utiliza o modelo tricameral. A última nação a utilizar esse modelo foi a África do Sul durante o regime do apartheid entre 1984 e 1994, a Câmara da Assembleia era reservada para brancos, a Câmara dos Representantes era reservadas para negros e mestiços e a Câmara dos Delegados era reservado para os indianos.
O modelo tricameral também era defendido por Simón Bolívar, seu modelo de governo incluía a Câmara das Tribunas (eleitos pelo povo), o Senado (com cargos apontados e hereditários) e os Censores (com funções mais judiciais).
Na França, a Assembleia dos Estados Gerais também utilizava um modelo tricameral, o primeiro estado era formado pelo clero, o segundo estado formado pela nobreza e o terceiro estado formado por cidadãos eleitos pelo povo.
Durante a antiga Jugoslávia, a República Socialista da Croácia era tricameral até a independência do país em 1990, quando passou a ser unicameral.